# Eddie and the Hot Rods
Eddie and the Hot Rods est un groupe de pub rock britannique, originaire de Canvey Island, dans le comté d’Essex, en Angleterre. Il est également assimilé à la scène punk de la fin des années 1970 pour sa jeunesse et son énergie. Le titre Do Anything You Wanna Do est classé no 1 en Angleterre.

## Biographie

### Débuts
Le groupe se forme en 1975 à Canvey Island dans le comté d’Essex, tout comme Dr. Feelgood, autour du chanteur Barrie Masters, du batteur Steve Nicol, du bassiste Rob Steel et des guitaristes Dave Higgs et Pete Wall. Ils s’appellent d’abord The Rods. Eddie était le nom d’une marionnette que Barrie agitait sur scène à ses débuts. Ils jouent un rhythm and blues survitaminé mélangé à la puissance des Stooges et du MC5.
Ils "montent" rapidement à Londres et jouent en octobre dans un pub, le Nashville, avec le groupe de Joe Strummer, The 101'ers. Ils signent chez Island Records le mois suivant. Début 1976, ils se produisent au Marquee Club avec les Sex Pistols en première partie — de vives tensions éclatent entre les deux groupes à cette occasion. Puis ils partagent la scène du Marquee avec AC/DC.

### Succès commercial
Leur premier single Writing on the Wall sort en mars 1976. Après la sortie de l'album Teenage Depression, qui les fait apparaître pour la première fois au classement de l'UK Albums Chart, ils enregistrent un nouvel EP intitulé Live – at the Sound of Speed. Pendant le concert durant lequel l'EP est enregistré, Graeme Douglas (ex-the Kursaal Flyers) se joint à eux sur scène et jamme. Ce dernier devient membre permanent, et le groupe commence à écrire et enregistrer un deuxième album. L'enregistrement live de l'EP Sound of Speed fait participer Douglas sur une seule chanson. Avant d'être popularisé en 1977, le groupe fait quelques changements : l'un des premiers membres à partir est Eddie, qui participait aux premiers concerts des Hot Rods. À partir de ce moment, le groupe comprend Barrie Masters au chant, Pete Wall et Dave Higgs à la guitare, Rob Steele à la basse et Steve Nicol à la batterie. Ed Hollis (frère de Mark Hollis des Talk Talk) devient leur agent artistique. Le 2 mai 1977, ils jouent au Pavillon de Paris avec Téléphone. Paul Gray et Lew Lewis ont alors remplacé Steel et Wall.
Le plus grand succès du groupe est une collaboration entre Douglas et Hollis intitulée Do Anything You Wanna Do publiée à l'été 1977, sous le nom de The Rods. Le single atteint le top 10 (9e en août 1977) des classements britanniques. À la fin 1977, ils s'associent avec Rob Tyner, chanteur des MC5, sous le nom de Rob Tyner and the Hot Rods. Souhaitant enregistrer un autre album, le groupe tente de rééditer le succès de Do Anything You Wanna Do, mais sans succès. L'album, Life on the Line, rencontre quelques problèmes avec CBS Records qui amèneront à retirer l'image de Douglas de la photo de couverture de certains exemplaires. En 1988, le groupe joue au Canada.

### Retours
Dans les années 1980, ils tournent avec notamment The Clash, Dr. Feelgood, The Police, Tom Petty, The Ramones et Talking Heads. Lew Lewis joue sur l’album Sandinista! de The Clash en 1980. Simon Bowley, neveu du batteur d'origine (Steve Nicol), a rejoint le groupe, ainsi que Dipster à la basse, Paul Gray étant devenu sourd et s'étant retiré à Bristol depuis 2000.
Une tournée spéciale 40 ans est annoncée en 2015, avec la formation classique Masters, Gray, Douglas et Nicol (accompagnés de Holgarth à la place de Dave Higgs, mort en décembre 2013).
Barrie « Why Should I Care » Masters, le leader du groupe, décède en septembre 2019.

## Discographie

### Albums studio
- 1976 : Teenage Depression
- 1977 : Life on the Line
- 1979 : Thriller
- 1981 : Fish 'n' Chips
- 1992 : Gasoline Days
- 2005 : Better Late than Never
- 2006 : Been There, Done That
- 2011 : 35 Years of Teenage Depression

### Albums live
- 1985 : One Story Town
- 1995 : BBC Radio 1 Live in Concert
- 1998 : Live at the Paradiso
- 2002 : Get Your Rocks Off (live)
- 2009 : New York : Live In Broklyn

### Compilations
- 1977 : Rods
- 1990 : Curse of the Hot Rods
- 1993 : Live and Rare
- 1994 : Ties that Bind